# Sardoč
Sardoč je priimek več znanih Slovencev:
- Dorče Sardoč (1898—1988), zobozdravnik, član organizacije TIGR
- Alojz (Lojze) Sardoč (red.i. Lanuin) (1895—1976), redovnik kartuzijanec, učitelj in narodni delavec
- Mira Sardoč (1930—2008), igralka
- Mirko Sardoč (*1963), manjšinski delavec, več mandatov župan občine Zgonik, pobudnik čezmenjnega sodelovanja kraških občin
- Mitja Sardoč (*1972), pedagog, filozof vzgoje